# Mees Bakker
Mees Bakker (* 11. März 2001 in Heiloo) ist ein niederländischer Fußballtorwart. Er spielt seit seiner Jugend bei AZ Alkmaar, ist an den BV De Graafschap ausgeliehen und gehört zum Kader der niederländischen Nachwuchsnationalmannschaften.

## Karriere

### Verein
Mees Bakker begann mit dem Fußballspielen beim HSV Heiloo, einem Klub aus dem 2,5 Kilometer von Alkmaar gelegenen nordholländischen Dorf Heiloo. Während seiner Kindheit wechselte er in die Fußballschule von AZ Alkmaar und gab am 20. August 2018 bei der 2:3-Niederlage im Heimspiel in der zweiten niederländischen Liga gegen Almere City FC sein Debüt in der zweiten Mannschaft. Bis zur Saisonunterbrechung infolge der Corona-Krise während der Rückrunde der Saison 2019/20 hatte Mees Bakker, der bis zur Saison 2019/20 daneben auch für die Jugendmannschaften zum Einsatz kam, drei Punktspieleinsätze für die Reservemannschaft von Alkmaar Zaanstreek absolviert. Weitere zehn Spiele für die zweite Mannschaft bestritt er in der Saison 2020/21.
Anfang Juli 2022 wurde er für die Saison 2022/23 mit anschließender Kaufoption an den Zweitligisten BV De Graafschap ausgeliehen.

### Nationalmannschaft
Während des Jahres 2016 absolvierte Mees Bakker zwei Partien in Freundschaftsspielen für die U15 der Niederlande. In der Folgezeit spielte er bis 2017 sechsmal für die U16-Mannschaft und nahm mit der U17 an der Europameisterschaftsendrunde 2018 teil, welches mit dem Titelgewinn endete. Dabei absolvierte Bakker im letzten Gruppenspiel seine einzige Partie im Turnier, die altersbedingt auch sein letztes von insgesamt vier Spielen war. Nachdem er noch im Jahr 2018 drei Spiele für die niederländische U18-Nationalmannschaft absolviert hatte, nahm Bakker 2019 mit der U19-Nationalmannschaft der Niederländer an der Qualifikation für die EM 2020 in Nordirland teil.
Weitere Einsätze in der Nationalmannschaft erfolgten seitdem nicht mehr.